# Phân lớp Cá sụn hóa xương
Phân lớp Cá sụn hóa xương (Chondrostei) là các loài cá sụn với một số đặc điểm hóa xương. Khi hiểu theo nghĩa rộng thì bộ này có khoảng 52 loài còn sinh tồn được chia thành hai bộ, là bộ Acipenseriformes (bao gồm các loài cá tầm và cá tầm thìa) và bộ Polypteriformes (các loài cá nhiều vây).
Người ta cho rằng tổ tiên của cá sụn hóa xương là cá xương nhưng khả năng này đã bị mất đi vào cuối sự phát triển tiến hóa, kết quả tạo ra là bộ xương nhẹ hơn. Các loài cá sụn hóa xương già cho thấy có sự xương hóa của bộ xương, điều này đặt ra một giả thuyết cho rằng quá trình này bị làm chậm lại chứ không phải bị mất đi ở các loài cá này.
Nhóm này đã có thời được phân loại cùng nhóm với cá mập: các đặc điểm tương tự là rõ ràng, không chỉ vì các loài cá sụn hóa xương này phần lớn không có chất xương, mà còn vì cấu trúc của quai hàm là gần giống với quai hàm của cá mập hơn là giống các loài cá xương khác, cũng như cả hai đều thiếu vảy (ngoại trừ cá tầm). Tuy nhiên, các mẫu hóa thạch cho rằng các loài cá này có nhiều đặc điểm chung với Teleostei hơn là các gợi ý có được từ biểu hiện bề ngoài của chúng. Ngoài ra, các đặc điểm chia sẻ bổ sung còn có các lỗ thở và ở cá tầm là đuôi dị hình (xương sống kéo dài thành thùy lớn hơn của vây đuôi).
Chondrostei có lẽ là một nhóm cận ngành, có nghĩa là phân lớp này không bao gồm tất cả các hậu duệ từ cùng một tổ tiên chung; cho nên việc phân loại lại phân lớp này cũng không nằm ngoài câu hỏi.
Tên gọi chung Chondrostei có nguồn gốc từ tiếng Hy Lạp chondros nghĩa là chất sụn và osteo nghĩa là xương.

## Phân loại
Khi hiểu theo nghĩa hẹp (đơn ngành) thì Chondrostei bao gồm các bộ và họ sau:
- † Saurichthyiformes
- † Birgeriidae
- Acipenseriformes

Còn khi hiểu theo nghĩa rộng (cận ngành ?) nó còn bao gồm các nhóm, bộ và họ sau:
- † Phanerorhynchiformes (có thể)
- † Luganoiiformes (có thể)
- † Haplolepiformes (có thể)
- † Ptycholepiformes
- † Amblypteridae
- † Redfieldiidae
- Cladistia
  - † Guildayichthyiformes
  - Polypteriformes
- † Platysomoidei